# Paul Desmond

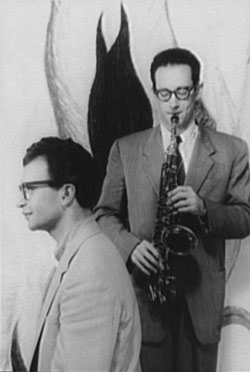
Dave Brubeck (l.) und Paul Desmond (Foto: Carl van Vechten)

Paul Desmond (* 25. November 1924 in San Francisco, Kalifornien; † 30. Mai 1977 in New York City; eigentlich Paul Emil Breitenfeld) war ein US-amerikanischer Cool-Jazz-Altsaxophonist.

## Leben und Werk
Bekannt wurde er durch das Dave Brubeck Quartet (er komponierte dessen größten Hit Take Five), in dem er seit dessen Gründung im Jahr 1951 bis 1967 spielte. Er hatte einen klaren, leichten, fließenden Klang, den viele vergebens zu imitieren versuchten. Er liebte sanfte Balladen und glitt zuweilen in verträumte Soli ab, hatte aber immer eine klare Linie. Das Zusammenwirken seines leichten, luftigen Stils mit Brubecks schwerem, polytonalen Klavierspiel trug viel zum Erfolg des klassischen Dave Brubeck Quartets bei.
Desmond arbeitete außerdem unter anderem mit Gerry Mulligan und Jim Hall zusammen. 1967, nach seinem Ausscheiden aus Brubecks Quartett, pausierte er eine Weile und tauchte später zeitweise in Wiedervereinigungen mit Brubeck, Mulligan, Hall, Ed Bickert und anderen auf; 1971 spielte er ein Weihnachtskonzert mit dem Modern Jazz Quartet. Seine Fähigkeit zum improvisierten Konterpart ist vielleicht am besten auf den zwei Schallplatten hörbar, die er mit Gerry Mulligan aufnahm (Mulligan-Desmond Quartet und Two of a Mind). Im Jahr 1977 wurde er in die Jazz Hall of Fame aufgenommen.
Neben seinem Spiel war er für seine geistreiche Art bekannt, wie die liner notes seiner Solo-Alben und die Erinnerung anderer belegen. Ein paar Jahre lang kursierte das Gerücht, er schreibe an einer Autobiographie, jedoch erschien sie nie. Nachdem bei ihm Lungenkrebs diagnostiziert worden war, äußerte er sich ironisch erfreut über den Zustand seiner Leber: „Pristine, one of the great livers of our time. Awash in Dewar’s and full of health.“ („Makellos, eine der großartigen Lebern unserer Zeit. Überschwemmt mit Dewar’s [schottischem Whisky] und bei bester Gesundheit.“) Sein letztes Konzert gab er mit Brubeck im Februar 1977 in New York City. Die Zuhörer wussten nicht, dass er todkrank war. Desmond starb (52-jährig) am 30. Mai 1977 an Lungenkrebs und vermachte sein gesamtes Erbe samt den immensen Tantiemen für Take Five dem Roten Kreuz.
Zitat

„Es war der Rhythmus der Maschine, der es mir suggeriert hat, und ich habe es wirklich nur geschrieben, um das Geld wieder reinzuholen, das ich da verloren habe.“

## Diskografie
| Jahr       | Album                                                                      | Leader                                   | Label                |
| ---------- | -------------------------------------------------------------------------- | ---------------------------------------- | -------------------- |
| 1950       | The Dave Brubeck Octet                                                     | Dave Brubeck                             | Fantasy Records      |
| 1951       | Brubeck/Desmond                                                            | Dave Brubeck                             | Fantasy Records      |
| 1951       | Jazz At Storyville                                                         | Dave Brubeck                             | Fantasy Records      |
| 1951       | Modern Complex Dialogues                                                   | Dave Brubeck                             | Alto Records         |
| 1951       | How Long, Baby How Long, Pt. 1&2                                           | Jack Sheedy                              | Coronet Records      |
| 1951       | The Man I Love c/w Down In Honkytonk Town                                  | Jack Sheedy                              | Coronet              |
| 1952       | Jazz At the Blackhawk                                                      | Dave Brubeck                             | Fantasy              |
| 1952       | The Dave Brubeck Quartet                                                   | Dave Brubeck                             | Fantasy              |
| 1953       | Jazz At Oberlin                                                            | Dave Brubeck                             | Fantasy              |
| 1953       | Jazz at the College of the Pacific                                         | Dave Brubeck                             | Fantasy              |
| 1954       | Dave Brubeck At Storyville 1954                                            | Dave Brubeck                             | Columbia Records     |
| 1954       | Jazz Goes to College                                                       | Dave Brubeck                             | Columbia             |
| 1954       | Brubeck Time                                                               | Dave Brubeck                             | Columbia             |
| 1954       | Gerry Mulligan/Paul Desmond                                                | Gerry Mulligan & Paul Desmond            | Fantasy              |
| 1955       | Jazz: Red Hot And Cool                                                     | Dave Brubeck                             | Columbia             |
| 1955       | Chet Baker Quartet Plus: The Newport Years, Vol. 1                         | Chet Baker                               | Philology Records    |
| 1956       | The Paul Desmond Quartet With Don Elliott                                  | Paul Desmond                             | Fantasy              |
| 1956–57    | Dave Brubeck Quartet Live In 1956–57 Featuring Paul Desmond                | Dave Brubeck                             | Jazz Band            |
| 1956       | Live From Basin Street                                                     | Dave Brubeck                             | Jazz Band            |
| 1956       | Jazz Impressions Of U.S.A.                                                 | Dave Brubeck                             | Columbia             |
| 1957       | Reunion                                                                    | Dave Brubeck mit Dave Van Kriedt         | Fantasy              |
| 1957       | Jazz Goes To Junior College                                                | Dave Brubeck                             | Columbia             |
| 1957       | Dave Digs Disney                                                           | Dave Brubeck                             | Columbia             |
| 1957       | Blues in Time                                                              | Gerry Mulligan & Paul Desmond            | Verve Records        |
| 1958       | In Europe                                                                  | Dave Brubeck Quartet                     | Columbia             |
| 1958       | Newport 1958                                                               | Dave Brubeck                             | Columbia             |
| 1958       | Jazz Impressions Of Eurasia                                                | Dave Brubeck                             | Columbia             |
| 1959       | Gone With the Wind                                                         | Dave Brubeck                             | Columbia             |
| 1959       | Time Out                                                                   | Dave Brubeck                             | Columbia             |
| 1959       | St. Louis Blues                                                            | Dave Brubeck                             | Moon Records         |
| 1959       | First Place Again!                                                         | Paul Desmond                             | Warner Bros. Records |
| 1960       | Southern Scene                                                             | Dave Brubeck                             | Columbia             |
| 1960       | Brubeck and Rushing                                                        | Dave Brubeck w/ Jimmy Rushing            | Columbia             |
| 1960       | Bernstein Plays Brubeck Plays Bernstein                                    | Dave Brubeck mit Leonard Bernstein       | Columbia Records     |
| 1960       | Tonight Only mit Carmen McRae                                              | Dave Brubeck                             | Columbia             |
| 1961       | Time Further Out                                                           | Dave Brubeck                             | Columbia             |
| 61, 63, 64 | The Complete Recordings Of The Paul Desmond Quartet With Jim Hall          | Paul Desmond                             | Mosaic Records       |
| 1961       | Take Five With Carmen McRae                                                | Dave Brubeck                             | Columbia             |
| 1961       | Desmond Blue mit Jim Hall                                                  | Paul Desmond                             | RCA Victor           |
| 1962       | Countdown - Time In Outer Space                                            | Dave Brubeck                             | Columbia             |
| 1962       | Bossa Nova U.S.A.                                                          | Dave Brubeck                             | Columbia             |
| 1962       | Brandenburg Gate Revisited                                                 | Dave Brubeck                             | Columbia             |
| 1962       | Late Lament                                                                | Paul Desmond                             | RCA/Bluebird Records |
| 1962       | Paul Desmond/Gerry Mulligan - Two Of A Mind                                | Desmond & Mulligan                       | RCA Victor           |
| 1962       | Brubeck In Amsterdam                                                       | Dave Brubeck                             | Columbia             |
| 1963       | The Dave Brubeck Quartet At Carnegie Hall                                  | Dave Brubeck Quartet                     | Columbia             |
| 1963       | Take Ten mit Jim Hall                                                      | Paul Desmond                             | RCA Victor           |
| 63, 64, 65 | Easy Living                                                                | Paul Desmond                             | RCA Victor           |
| 1963       | Glad To Be Unhappy                                                         | Paul Desmond                             | RCA Victor           |
| 1963       | Time Changes                                                               | Dave Brubeck                             | Columbia             |
| 1964       | Jazz Impressions of Japan                                                  | Dave Brubeck                             | Columbia             |
| 1964       | Jazz Impressions of New York                                               | Dave Brubeck                             | Columbia             |
| 1964       | In Concert 1964                                                            | Dave Brubeck                             | Jazz Connoisseur     |
| 1964       | Bossa Antigua                                                              | Paul Desmond                             | RCA Victor           |
| 1964       | Dave Brubeck In Berlin                                                     | Dave Brubeck                             | CBS Records          |
| 1965       | The Canadian Concert Of Dave Brubeck                                       | Dave Brubeck                             | Can-Am Records       |
| 1965       | Angel Eyes                                                                 | Dave Brubeck                             | Columbia             |
| 1965       | My Favorite Things                                                         | Dave Brubeck                             | Columbia             |
| 1965       | Time In                                                                    | Dave Brubeck                             | Columbia             |
| 1966       | Anything Goes!                                                             | Dave Brubeck                             | Columbia             |
| 1966       | The Quartet                                                                | Dave Brubeck                             | Europa Jazz          |
| 1966       | Jackpot!                                                                   | Dave Brubeck                             | Columbia             |
| 1967       | Bravo! Brubeck!                                                            | Dave Brubeck                             | Columbia             |
| 1967       | Buried Treasures                                                           | Dave Brubeck                             | Columbia/Legacy      |
| 1967       | Take Five Live                                                             | Dave Brubeck                             | Jazz Music Yesterday |
| 1967       | The Last Time We Saw Paris                                                 | Dave Brubeck                             | Columbia             |
| 1968       | Summertime                                                                 | Paul Desmond                             | A&M Records          |
| 1969       | From The Hot Afternoon                                                     | Paul Desmond                             | A&M                  |
| 1969       | From The Hot Afternoon                                                     | Paul Desmond                             | Verve                |
| 1969       | Bridge Over Troubled Water                                                 | Paul Desmond                             | A&M                  |
| 1971       | The Only Recorded Performance Of Paul Desmond With The Modern Jazz Quartet | Paul Desmond                             | Finesse Records      |
| 1972       | We’re All Together Again For The First Time                                | Dave Brubeck/Gerry Mulligan/Paul Desmond | Atlantic Records     |
| 1973       | Skylark                                                                    | Paul Desmond                             | CTI Records          |
| 1973       | Giant Box („Song to a Seagull“, „Vocalise“)                                | Don Sebesky                              | CTI                  |
| 1974       | She Was Too Good To Me                                                     | Chet Baker                               | CTI                  |
| 1974       | Pure Desmond                                                               | Paul Desmond                             | CTI                  |
| 1975       | Like Someone In Love                                                       | Paul Desmond                             | Telarc Records       |
| 1975       | Concierto                                                                  | Jim Hall                                 | CTI                  |
| 1975       | 1975: The Duets                                                            | Dave Brubeck/Paul Desmond                | Horizon Records      |
| 1975       | The Paul Desmond Quartet Live                                              | Paul Desmond                             | Horizon              |
| 1976       | 25th Anniversary Reunion                                                   | Dave Brubeck                             | Horizon              |
| 1977       | You Can’t Go Home Again                                                    | Chet Baker                               | Horizon              |
| 1977       | The Best Thing For You                                                     | Chet Baker                               | A&M                  |

## Sammlung
- The Complete Recordings of the Paul Desmond Quartet with Jim Hall (1959-1965) – (Mosaic – 1987) – 6 LPs mit Connie Kay dm und den Bassisten: Percy Heath, George Duvivier, Gene Cherico und Eugene Wright

## Filmaufnahmen
- Dave Brubeck Live in ’64 & ’66, Jazz Icons 2007, DVD 119005. Enthält ein Begleitheft englisch, fünf Aufnahmen von 1964 aus Belgien, fünf Aufnahmen von 1966 aus Deutschland. Schwarz-Weiß-Film mit sehr guter Tonqualität.
- Dave Brubeck & Paul Desmond Take Five Salt Peanuts, DVD 4417. 50 Minuten Monoaufnahme. Fünf Aufnahmen von 1961, eine Aufnahme von 1975 aus der Freiluftbühne Monterey mit Fluglärm im Hintergrund, drei Bonustracks ohne Brubeck und Desmond.